# Клинцы (городской округ)
Клинцы́, или город Клинцы, — городской округ и административно-территориальная единица (город областного значения) в Брянской области России.

## География
Городской округ (город областного значения) окружён территорией Клинцовского района.

## История
Городской округ образован в результате проведения муниципальной реформы в 2005 году в границах одноимённого города областного значения.

## Население
69556 человек Оценка численности населения Брянской области по городским округам и муниципальным районам (округам) на 1 января 2023

68896 человек Оценка численности населения Брянской области по городским округам и муниципальным районам (округам) на 1 января 2024
| 2002    | 2009    | 2010    | 2011    | 2012    | 2013    | 2014    | 2015    | 2016    |
| ------- | ------- | ------- | ------- | ------- | ------- | ------- | ------- | ------- |
| 75 198  | ↘72 425 | ↘70 350 | ↘70 002 | ↘69 306 | ↘69 159 | ↗69 593 | ↘69 181 | ↗69 391 |
| 2017    | 2018    | 2019    | 2020    | 2021    |         |         |         |         |
| ↗70 164 | ↘70 122 | ↘70 089 | ↘69 909 | ↗70 385 |         |         |         |         |

### Национальный состав
По итогам переписи населения 2020 года проживали следующие национальности (национальности менее 0,1 % и другое, см. в сноске к строке «Другие»):
| Национальность | Численность, чел. | Доля     |
| -------------- | ----------------- | -------- |
| Русские        | 58 460            | 83,05 %  |
| Украинцы       | 119               | 0,17 %   |
| Белорусы       | 110               | 0,16 %   |
| Армяне         | 91                | 0,13 %   |
| Другие         | 11 605            | 16,49 %  |
| Итого          | 70 385            | 100,00 % |

## Населённые пункты
| № | Населённый пункт | Тип населённого пункта        | Население |
| - | ---------------- | ----------------------------- | --------- |
| 1 | Ардонь           | село                          | ↘2300     |
| 2 | Займище          | село                          | ↘5026     |
| 3 | Клинцы           | город, административный центр | ↗63 059   |

## Местное самоуправление
Глава города
- Шкуратов Олег Павлович[29]

Глава администрации
- Евтеев Сергей Юрьевич[30]